# Airbus A319
O Airbus A319 é um avião civil de passageiros da Airbus, o consórcio europeu de fabricação de aeronaves.
É um modelo encurtado derivado do A320, com mudanças mínimas. Como tem os mesmos tanques de combustível, mas com menos passageiros (124 em configuração de 2 classes, e um máximo de 156 passageiros (em configuração sem cozinhas e com 8 saídas de emergência, em vez das 6 saídas do A319 regular), seu alcance se vê aumentado até os 7.200 km, o maior de sua classe. Como o A320, possui comandos de controle fly-by-wire.
Em 2003 a easyJet comprou o A319 sem cozinhas pelo que a capacidade aumenta até 156 passageiros em 1 classe, mas para satisfazer as normas de evacuação se acrescentaram portas adicionais de emergência sobre as asas, sendo a easyJet o cliente de lançamento da versão de capacidade de 156 passageiros e 8 saídas de emergência.
Atualmente algumas dessas unidades encarregadas pela easyJet estão operando na empresa aérea chilena de baixo custo Sky Airline.
Usa os mesmos motores do A320. Foi certificado em 1996, no mesmo ano em que entrou em serviço com a Swissair.

## Variantes

### A319CJ
É uma versão executiva do A319. Tem tanques adicionais de combustível instalados no compartimento de carga, o que aumenta sua autonomia até os 12.000 km. Pode-se reconverter num A319 de passageiros tirando-lhe os tanques extra, o que aumenta seu valor de revenda. Também se conhece como ACJ (Airbus Corporate Jet)
Pode levar até 39 passageiros e seus donos podem encarregá-lo com quase qualquer configuração. Compete com outros jatos privados como o Gulfstream V, o Boeing BBJ ou o Bombardier Global Express. Leva os mesmos motores que o A320.
É o avião de uso oficial do Presidente da França, o Presidente do Brasil e desde o ano 2002 um Airbus A-319CJ, prestou serviços na frota presidencial da República Bolivariana da Venezuela, até dezembro de 2013, quando a manutenção passou a ser incorporada à frota da empresa aérea venezuelana Conviasa.

### A319LR
É uma versão monoclasse executiva, especialmente projetada para serviços de uma só classe executiva em rotas intercontinentais, com 48 praças. Tem uma autonomia de voo de 8.300 km. Só o usam a Lufthansa (para voos especiais a Estados Unidos) e a Qatar Airways (para alguns destinos com demanda limitada na Europa). 

### A319 MPA
É uma versão militar derivada do Airbus A319, para uso como avião de patrulha marítima. Na atualidade, está em desenvolvimento por parte da Airbus Military para competir com o Boeing P-8 Poseidon, avião derivado do Boeing 737.

## Operadores

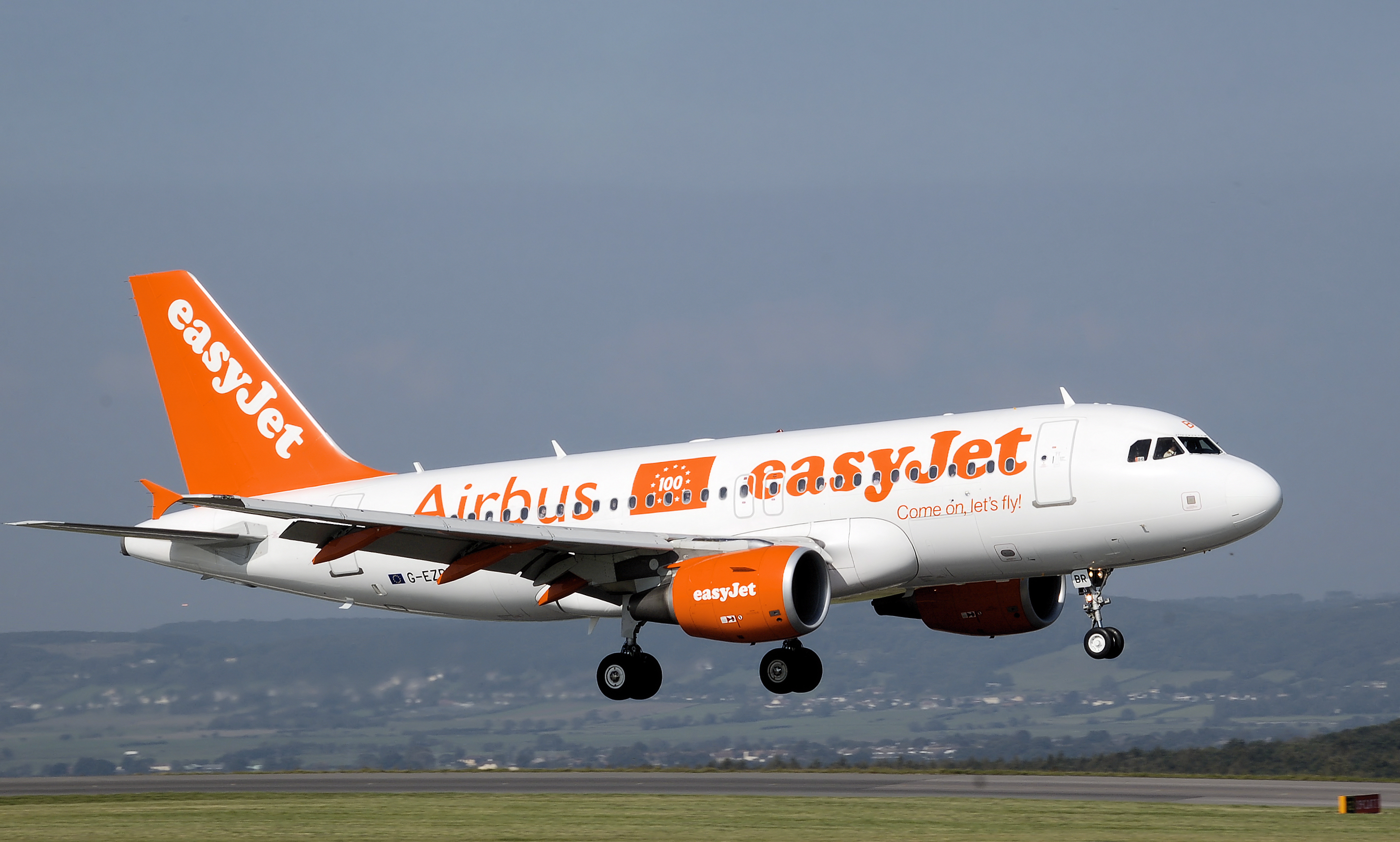
Um A319-100 da EasyJet com uma pintura especial por ser o 100º avião da Airbus entregue à empresa aérea.

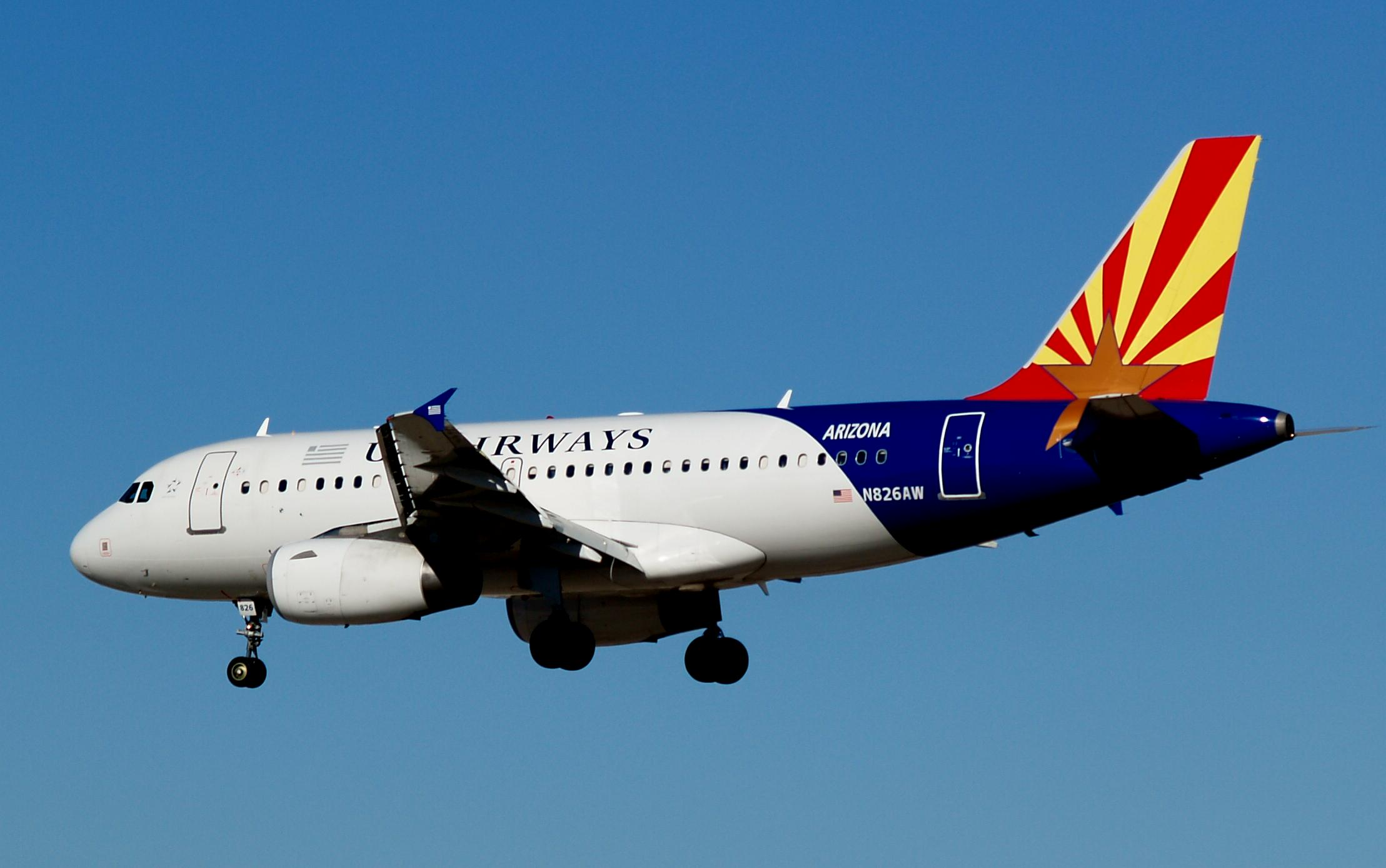
Um A319-132 da US Airways, agora fundida com a American Airlines.

Principais operadores do A319 por número de aeronaves operativas (10 ou mais aeronaves; 11 de agosto de 2017):
- EasyJet: 133
- American Airlines:125
- United Airlines: 58
- Delta Air Lines: 57
- British Airways: 44
- Germanwings: 43
- LATAM: 39
- Air France: 38
- China Eastern Airlines: 36
- China Southern Airlines: 34
- Air China: 33
- Lufthansa: 30
- Spirit Airlines: 28
- Avianca: 27
- Frontier Airlines: 26
- Rossiya Airlines : 26
- Sichuan Airlines : 23
- Air India: 22
- Alitalia: 22
- Brussels Airlines : 21
- TAP Portugal: 21
- Air Canada Rouge : 20
- S7 Airlines: 20
- Beijing Capital Airlines: 18
- Air Canada: 17
- Allegiant Air; 16
- Volaris: 16
- Iberia: 16
- Turkish Airlines : 14
- Tibet Airlines : 14
- Sky Airline:13
- Bangkok Airways : 12
- EasyJet Switzerland : 11
- Virgin America : 10
- Aurora : 10

## Motores
| Modelo de avião | Ano  | Motores                      |
| --------------- | ---- | ---------------------------- |
| A319-111        | 1996 | CFM56-5B5 ou 5B5/P           |
| A319-112        | 1997 | CFM56-5B6 ou 5B6/P ou 5B6/2P |
| A319-113        | 1997 | CFM56-5A4 ou 5A4/F           |
| A319-114        | 1997 | CFM56-5A5 ou 5A5/F           |
| A319-115        | 2002 | CFM56-5B7 ou 5B7/P           |
| A319-131        | 1997 | IAE Modelo V2522-A5          |
| A319-132        | 1997 | IAE Modelo V2524-A5          |
| A319-133        | 2002 | IAE Modelo V2527M-A5         |